# إيرني أتكينز
إيرني أتكينز (بالإنجليزية: Ernie Atkins)‏ هو لاعب كرة قدم أسترالية أسترالي، ولد في 26 أبريل 1890 في ساوث ملبورن في أستراليا، وتوفي في 14 سبتمبر 1972 في Hawthorn, Victoria ‏ في أستراليا.

## وصلات خارجية
- إيرني أتكينز على موقع AustralianFootball.com (الإنجليزية)
- إيرني أتكينز على موقع AFLtables.com (الإنجليزية)